# Ratannagar
Ratannagar é uma cidade e um município no distrito de Churu, no estado indiano de Rajasthan.

## Demografia
Segundo o censo de 2001, Ratannagar tinha uma população de 11,018 habitantes. Os indivíduos do sexo masculino constituem 50% da população e os do sexo feminino 50%. Ratannagar tem uma taxa de literacia de 60%, superior à média nacional de 59.5%: a literacia no sexo masculino é de 72% e no sexo feminino é de 49%. Em Ratannagar, 17% da população está abaixo dos 6 anos de idade.